# 府东街东花园
府东街东花园，也称督军府东花园，位于山西省太原市杏花岭区府东街省政府东侧，2000年9月21日列入太原市文物保护单位。
府东街东花园是阎锡山时代山西军政要员的住宅区，建于民国五年（1916年），位于督军府东侧。府东街东花园占地大约15,000平方米，共有近百房间、四个院落，坐北朝南，建筑群包括中式庭院、西式楼房、回廊、假山等。目前，府东街东花园被山西省人民政府占用。